# La Garrovilla
La Garrovilla é um município da Espanha na comarca de Tierra de Mérida - Vegas Bajas, província de Badajoz, comunidade autónoma da Estremadura, de área 33,5 km². Em 2021 tinha 2 334 habitantes (densidade: 69,7 hab./km²).

## Demografia
| Variação demográfica do município entre 1991 e 2009 [carece de fontes?] | Variação demográfica do município entre 1991 e 2009 [carece de fontes?] | Variação demográfica do município entre 1991 e 2009 [carece de fontes?] | Variação demográfica do município entre 1991 e 2009 [carece de fontes?] | Variação demográfica do município entre 1991 e 2009 [carece de fontes?] |
| ----------------------------------------------------------------------- | ----------------------------------------------------------------------- | ----------------------------------------------------------------------- | ----------------------------------------------------------------------- | ----------------------------------------------------------------------- |
| 1991                                                                    | 1996                                                                    | 2001                                                                    | 2004                                                                    | 2009                                                                    |
| 2682                                                                    | 2710                                                                    | 2563                                                                    | 2542                                                                    | 2506                                                                    |